# Саккулина
Саккули́на (лат. Sacculina) — род морских паразитических усоногих раков из надотряда корнеголовых (Rhizocephala). Насчитывает 116 видов. Наиболее известный представитель — Sacculina carcini, паразит крабов Carcinus maenas.

## Описание
Во взрослом состоянии имеет мешковидное тело (до 2,5 см длиной), лишённое конечностей и наружного расчленения. Различные виды саккулины паразитируют на нижней стороне брюшка различных морских десятиногих раков (главным образом крабов).
Из яйца выходит планктонная личинка науплиус, затем она превращается в циприсовидную личинку (характерную для усоногих). На последней стадии развития личинка женского пола прикрепляется к клешне краба, найдя на ней сустав с мягкой кутикулой. Всё её туловище с ножками сбрасывается, а на голове образуется шип, который пробуравливает покровы краба. Через этот полый шип самка саккулины переходит в полость тела краба (эндопаразитическая стадия) в виде микроскопического скопления клеток. Клетки оседают на поверхности пищеварительного тракта и делятся, образуя тело паразита с корневидными выростами, оплетающими внутренние органы краба. Эти выросты поглощают из гемолимфы хозяина питательные вещества, причём заходят даже в глазные стебельки. Через некоторое время участок тела паразита выходит наружу и приобретает мешковидную форму, оставаясь прикреплённым к брюшку краба. На месте крепления к брюшку краба саккулина образует плотный нарост, в котором со временем открывается крошечное отверстие, предназначенное для спаривания. Когда свободноплавающий самец саккулины прикрепляется к телу самки, то отбрасывает большую часть своего тела и внедряется в упомянутое отверстие. Проходя далее по узкому каналу внутри самки на протяжении 10 часов, самец саккулины теряет остатки экзувия и, прибыв на место, всю оставшуюся жизнь (и свою и партнёрши) будет заниматься производством спермы, постоянно оплодотворяя яйца. Почти каждая самка саккулины имеет два канала, где могут одновременно жить два самца. Оплодотворённые яйца вынашиваются в мешковидном выросте тела самки, который расположен на нижней стороне панциря краба-хозяина — как раз там, где находятся брюшные ножки, на которых самки краба вынашивают свои собственные яйца.

## Воздействие на поведение хозяина

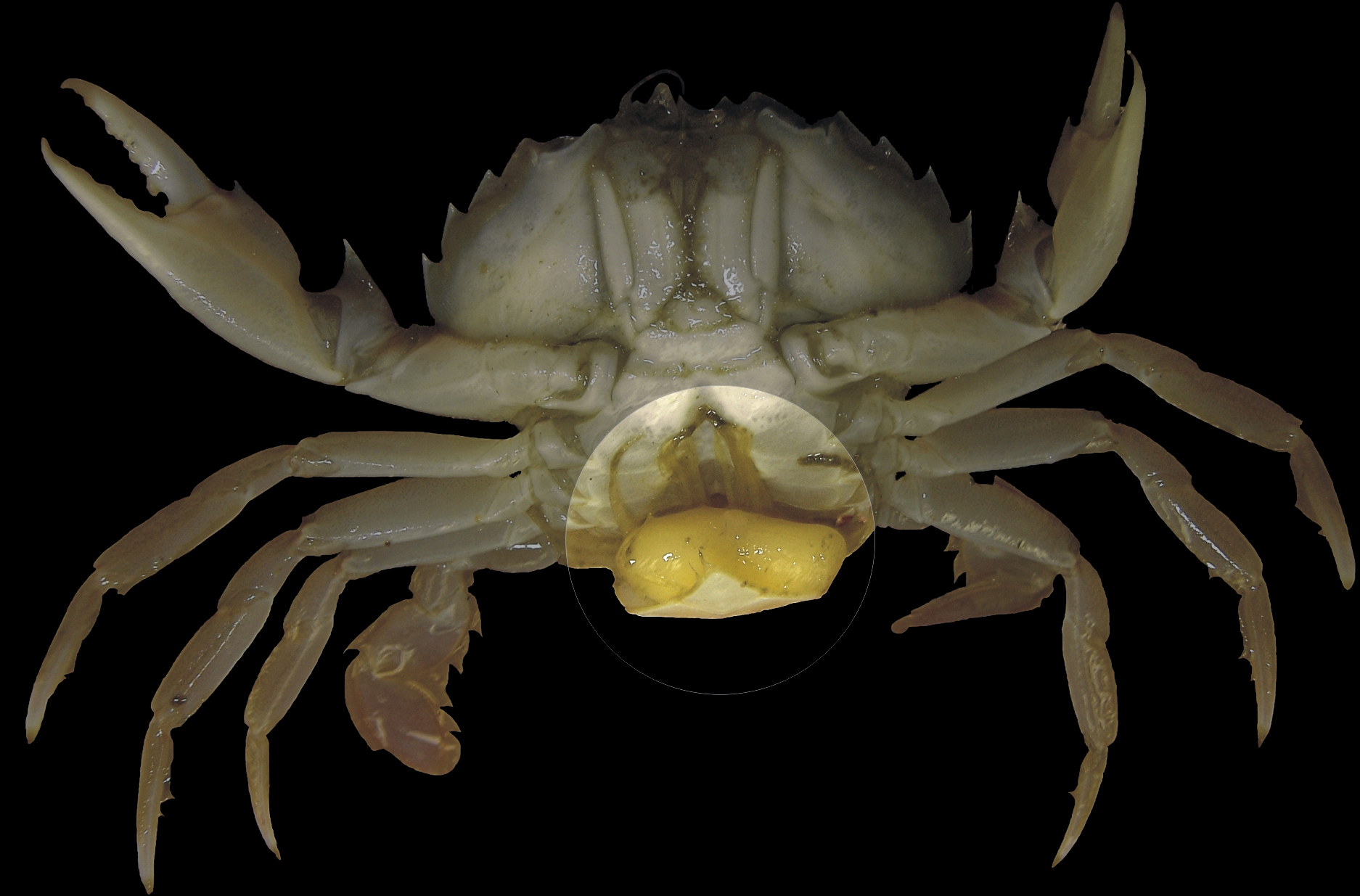
Sacculina carcini прикреплённый к женской особи Liocarcinus holsatus.

Когда саккулина переходит к размножению, то поведение краба-хозяина резко меняется, как и функционирование его организма. Краб теряет способность линять и размножаться. Обычный, незаражённый оплодотворённой саккулиной краб, теряя клешню, может отрастить новую. Однако краб-носитель оплодотворённого паразита уже не способен к регенерации конечностей. Самка-краб заботится о яйцах саккулины как о собственных, тщательно ухаживая за её яйцевым мешком. Если носителем является краб-самец, то он начинает вести себя точно так же, как самка, и даже приобретает широкое брюшко, свойственное крабам-самкам (паразитарная кастрация).
При созревании яиц краб-хозяин взбирается на высокий камень, раскачивается на нём и машет клешнями, перемешивая воду, тем самым помогая личинкам паразита выбраться из сумки и попасть в морское течение.
Взрослая саккулина никогда не линяет, лишена ротового отверстия и кишечника. Таким образом, взрослая саккулина чрезвычайно сильно отличается по своему строению от типичного ракообразного, но история развития указывает на принадлежность её к усоногим ракам и представляет характерный пример изменения организации животного под влиянием паразитизма.
В прошлом саккулины считались гермафродитами.